# 中島正人
中島 正人（なかじま まさと、1967年12月29日 - ）は、日本の実業家、ちよだ鮨代表取締役社長。

## 人物・経歴
東京都杉並区荻窪生まれ。3人兄弟の長男。
立教中学校（現在の立教池袋中学校）、立教高校（現在の立教新座高校）を経て、立教大学社会学部観光学科（現在の観光学部）を卒業した。
大学卒業後、平成フードサービス（現在のコロワイド）に入社した。同社を2年で退職したのち、1992年に有限会社イズミ農園に入り、農業に従事する。
その後、家業であるちよだ鮨に入社した。商品本部長、イートイン事業部事業部長、営業企画本部本部長を歴任し、職人体質の見直しやオペレーションの改善に尽力して業界の常識を改革する取り組みを進めた。
2012年4月、同社代表取締役社長に就任した。